# Cephalotes ventriosus
Cephalotes ventriosus är en myrart som beskrevs av De Andrade 1999. Cephalotes ventriosus ingår i släktet Cephalotes och familjen myror. Inga underarter finns listade.